# Baiyin, Sunan
Baiyin (kinesiska: 白银) är en etnisk minoritetssocken för mongoler i nordvästra Kina. Den ligger i Sunans autonoma härad för yugur-folket i staden Zhangye i provinsen Gansu, omkring 470 kilometer nordväst om provinshuvudstaden Lanzhou. Antalet invånare är 565. Befolkningen består av 268 kvinnor och 297 män. Barn under 15 år utgör 16,0 %, vuxna 15-64 år 78 %, och äldre över 65 år 5,0 %.